# Ejvind Pedersen
Ejvind Pedersen (ur. 22 marca 1950 w Kopenhadze) – duński pływak, dwukrotny olimpijczyk.
Startował na Letnich Igrzyskach Olimpijskich 1968 w Meksyku oraz na Letnich Igrzyskach Olimpijskich 1972 w Monachium. Wystąpił łącznie w czterech poszczególnych konkurencjach, lecz ani razu nie udało się mu awansować do finału.